# Friedrich August von Hardenberg

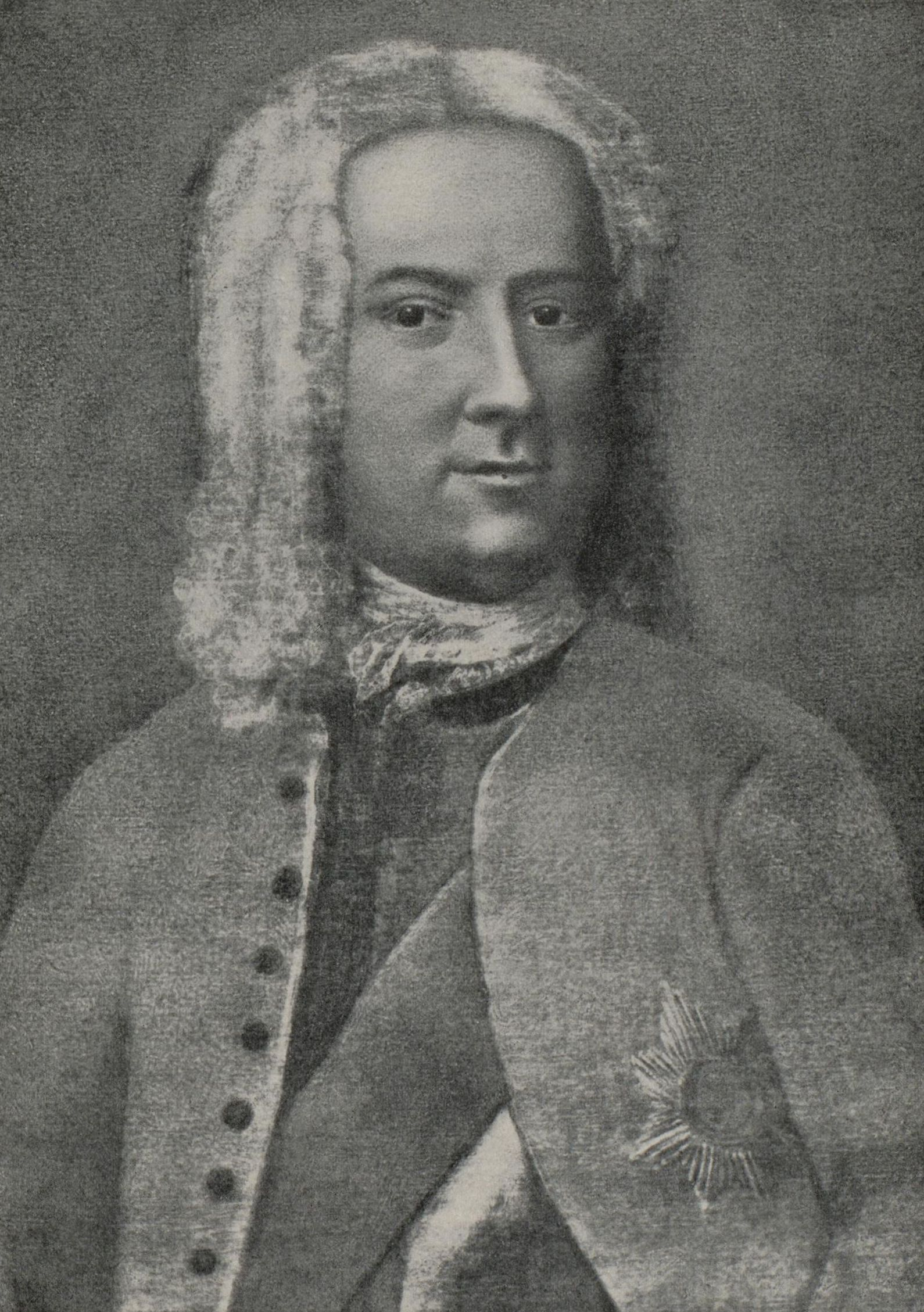
Friedrich August von Hardenberg

Friedrich August von Hardenberg (* 30. Oktober 1700 in Oberwiederstedt; † 15. September 1768 in Hannover) war ein deutscher Politiker, Staatsmann und Minister.

## Leben
Friedrich August von Hardenberg entstammte dem niedersächsischen Adelsgeschlecht derer von Hardenberg aus der Linie Oberwiederstedt. Er war der Sohn des Georg Anton von Hardenberg (1666–1721) und der Dorothea zu Eltz († 1724), Tochter des Franz Casimir zu Eltz, Landdrost des Fürstentums Grubenhagen und der Barbara Margareta von Pfuel. Philipp Adam von Hardenberg war sein älterer Bruder und wuchs gemeinsam mit ihm hauptsächlich auf Schloss Oberwiederstedt auf. Er wurde in Halle im Franckeschen Pädagogium erzogen. Er studierte an der Universität Leipzig Jura und Cameralia. 1722 unternahm er eine längere Reise nach Frankreich, England und Italien, trat nach seiner Rückkehr in fürstliche Dienste, wurde erst braunschweigischer, dann württembergischer Kammerjunker, 1727 Regierungsrat, dann Kammerpräsident in Württemberg und bemühte sich mit Eifer und Erfolg, Handel und Finanzen des Landes zu heben. Herzog Carl Alexander ernannte ihn zum Gesandten und Oberhofmarschall. Er wurde im Winter 1734 durch den Herzog entlassen und zog sich auf sein Gut Schlöben zurück. 1728 hatte er dieses von seinem Onkel mütterlicherseits, Philipp Adam zu Eltz, geerbt, von dem sein Bruder Philipp Adam das Schloss Rethmar bei Hannover erbte.
1741 wurde Hardenberg wieder in den württembergischen Staatsdienst zurückgerufen und übte bis zu seiner zweiten Entlassung 1755 auch unter Herzog Carl Eugen, den er auf seiner Reise nach Italien begleitete, auf die inneren wie auf die auswärtigen Verhältnisse einen großen Einfluss aus.
1755 trat er als Minister in die Dienste des Landgrafen Wilhelm VIII. von Hessen-Kassel und wirkte in dieser Stellung für eine protestantische, preußische Politik. Nachdem sein Plan, während des Siebenjährigen Kriegs eine Union aller evangelischen Fürsten zustande zu bringen, gescheitert war, bewog er den Landgrafen zum Bündnis mit Friedrich dem Großen, dem derselbe auf Hardenbergs Rat auch trotz wiederholter Okkupation seines Landes und der französischen Verlockungen standhaft treu blieb.
Nach dem Tod Wilhelms VIII. von dessen Nachfolger, Landgraf Friedrich II., 1761 entlassen, wurde er von König Georg III. zum Minister des Kurfürstentums Hannover ernannt. Hardenberg starb am 15. September 1768 in Hannover.

## Familie
Er war verheiratet mit Maria Anna Elisabetha von Gemmingen (1700–1767), einer Tochter von Friedrich Christoph von Gemmingen-Guttenberg (1670–1702) und der Benedikta Helena von Gemmingen-Hornberg (1674–1746). Der Ehe Hardenbergs entstammte ein früh verstorbener Sohn. Hardenberg, seine Gattin und der Sohn sind in der Gartenkirche St. Marien in Hannover beigesetzt.

## Varia
Friedrich August von Hardenberg ließ als Kirchenpatron die heutige Kirche Schlöben errichten und finanzierte auch deren Gerhard-Orgel.